# 原田淑人
原田 淑人（はらだ よしと、1885年4月5日 - 1974年12月23日）は、日本の考古学者。東大教授。浜田耕作・島村孝三郎とともに東亜考古学会を設立。「日本近代東洋考古学の父」と呼ばれる。

## 略歴
東京神田に生まれる。白鳥庫吉の下で東洋史を学び、1908年（明治41年）に東京帝国大学文科大学史学科を卒業した。原田の学生時代には考古学を講じる講師は文科大学にはおらず、原田の卒業論文は「明代の蒙古」という文献学的研究であった。大学院進学後は、中国の風俗史や服飾史に方向を転じる。目の疾病により、文献研究に困難を生じたからという。豊富な漢籍の知識を考古遺物および遺跡の分析研究に生かした原田独特の考古学はここから始まった。
この頃、国史学科には黒板勝美が、そして東洋史学科には池内宏がおり、文献史学の補助学としての考古学に深い理解を示し、古代史研究には考古学的研究が重要であるとの認識が文学部史学科内に広がっていた。そして、1914年（大正3年）に史学科の授業として文学部（当時は文科大学）にも考古学の講義が設けられるようになり、東洋史出身の原田が講師に任じられ、それを担当したのであった。このように、文学部の考古学は文献史学の研究者の強い要請により、その補助学として生まれ、その後、日本の大陸進出に歩調を合わせるように、東洋考古学をおもな研究分野として、理学部人類学教室と住み分けていくのである。
1925年（大正14年）4月に立教大学文学部に史学科が創設され、最初の教授の一人として、白鳥清（白鳥庫吉の嗣子）とともに東洋史を講じた。翌年には、市村瓚次郎（日本の東洋史学の開拓者）も同大学の教授陣に加わり、東洋史を教えた。
1938年（昭和13年）3月に東京帝国大学文学部に考古学講座が開設され、原田は教授に、駒井和愛は講師となる。1943年、帝国学士院会員に推挙される。敗戦とともに、戦前の中国大陸、朝鮮半島における調査も当然終焉をむかえたが、原田も翌1946年（昭和21年）に東京帝国大学を退官する。まさに、文学部考古学研究室の戦前の大陸での調査は原田とともに始まり原田とともに終わったのである。この約三十年間に、原田は不朽の名著ともいわれる報告書を始め、多くの業績を残している。
戦後は1947年に日本考古学会長に就任。1946年聖心女子大学教授。1974年（昭和49年）12月23日、逝去。89歳。著作に『唐代の服飾』『漢六朝の服飾』など。とくに中国服飾史の研究にすぐれた。
原田淑人と浜田耕作、この両者はいずれも日本における東洋考古学の開拓者であるが、浜田耕作は元々西洋史出身であったということもあり、漢籍が嫌いで洋書を好んだという。浜田耕作はヨーロッパの最新の考古学方法論に通じ、野外調査に重点をおき、文献は補助的のものとしていたこととよく符合する。これに対し、原田は漢学者の父の薫陶をうけ、漢籍に通じていた。三上次男が「原田考古学」と呼ぶ、その真骨頂は、遺跡・遺物の研究の成果と、漢籍資料の研究の成果との緊密・慎重な連携による問題の解明であった。ここに両者の学風の違いがある。

## 野外調査の経歴
原田の初めての野外調査は、黒板勝美らの主導による、1915年（大正4年）の宮崎県西都原古墳群の調査であった。翌1916年から1917年初には、後に大陸考古学調査で行動をともにすることになる京都帝国大学の浜田耕作も梅原末治とともにこの調査に参加している。
この後、原田はその野外調査の場を大陸へ転じる。原田の大陸での野外調査は大きく二つに分けられる。
原田が最初に手掛けたのは朝鮮半島における調査である。1916年（大正5年）に朝鮮総督府は古蹟調査委員会を組織したが、考古学者である原田、浜田耕作は1918年（大正7年）に委員として参加した。その年、原田淑人は慶尚北道慶州普門洞にある、池内宏が最初手掛けていた新羅時代の古墳一基を調査している。原田は、朝鮮半島南部ではその後二度と調査することはなく、この調査はその後の原田の研究とはあまり結び付かない。ただし、この古墳の調査はその後に本格化する原田の考古学研究に、先年の西都原古墳群での調査とともに貴重な経験にはなったはずである。
その後、1921年（大正10年）に原田が東京帝国大学助教授となり、在外研究員としてイギリス、フランス留学を命じられ、約二年間、西洋考古学の研究法と東洋考古学に関係する在外資料の研究にしたがった。このため、野外調査は一時中断することになるが、帰国後、原田は再び朝鮮半島の調査を再開する。原田の本格的な発掘活動はこれ以降のことである。
平壌を中心とする楽浪群時代の遺跡の調査は、関野貞の調査に始まり、荻野由之、白鳥庫吉ら、東京帝国大学の人々によって調査されていた。一方で盗掘も絶えず、それを憂えた黒板勝美は村川堅固と計り、細川護立侯爵の寄付資金をうけて、東京帝国大学文学部の事業として、原田の指揮の下で1925年（大正14年）に発掘調査することになった。この調査内容は1930年（昭和5年）に田沢金吾との共著により『楽浪』として東京帝国大学文学部から出版された。中国本土でも漢墓の調査に見るべきものがない時代にあって出版されたこの報告書はすぐれた報告書として知られている。
その後、1931年（昭和6年）に朝鮮古蹟研究会が組織され、平壌付近の楽浪郡時代の遺跡をおもに研究する研究所が平壌に設置された。1933年（昭和8年）からは日本学術振興会の補助金が出るようになり、その研究員に原田は名を連ねている。しかし、おそらくこの頃は東亜考古学会の事業と併行しているためでもあったろうが、公務多忙で当初は参加していない。
しばらくして、朝鮮古蹟研究会の委嘱により1935年（昭和10年）春、秋、1937年（昭和12年）夏の三回にわたり、楽浪郡治址と推定される土城里土城の発掘を主査となって行った。
原田の大陸でのもう一つの仕事は、1927年（昭和2年）以来の東亜考古学会による中国での一連の調査である。東亜考古学会は原田とその構想に賛同した島村孝三郎・浜田耕作によって1926年に結成された。東亜考古学会は中国北京大学考古学会との連合組織である東方考古学協会を組織し、中国大陸での遺跡調査を進めた。この東亜考古学会が設立された当時の日本の大学で、考古学の専任の教官を有するのは東京、京都の両帝国大学しかなく、この両大学の教官を中心に組織された。京都を代表するのが浜田耕作であり、東京を代表するのが原田であった。
1925年（大正14年）9月、原田は浜田耕作とともに北京に出張し、北京大学の馬衡、沈兼士両教授とこの件について協議している。原田はその足で平壌に向かい、漢墓の発掘にしたがうのである。浜田も帰途この漢墓調査を見学しており、その際に馬衡教授を招待して、学術交流を深めたようである。
1928年（昭和3年）10月には、かわって原田主宰の下、遼東半島の旅順牧羊城の調査が行われた。東亜考古学会の調査で、ついで原田が主宰するのは1933、34年（昭和8、9年）の渤海上京龍泉府の調査であった。続いて、1937年（昭和12年）には現在の中国内蒙古自治区にある元朝の上都遺跡を東亜考古学会主催により、原田の下で調査しており、これは今までの踏査と違った上都の最初の本格的な科学調査とされている（ただし、土を掘ることを忌避するモンゴル人の風習により測量と表面採集のみ）。1939年（昭和14年）の6、7月に山西省大同付近の北魏平城址の調査を、やはり東亜考古学会の主催、原田が団長で実施している。1940年（昭和15年）8月から10月にかけて、河北省邯鄲市にある戦国時代趙国の都城が東亜考古学会主催、団長原田の下で調査されている。東亜文化協議会の次の事業として取り上げられたのは、山東省曲阜にある、周代の魯国の都城である。この調査は1942、43年（昭和17、18年）の二回にわたって行われた。一回目の調査は原田が主査であったが、二回目の主査は駒井となっている。1941、42年（昭和16、17年）に原田は日本学術振興会の主催により、遼陽の漢墓を調査している。1957年（昭和32年）には中華人民共和国の中国科学院院長だった郭沫若の招聘により訪中考古学視察団が組織され、原田はその団長を務めた。

## 著作
- 『漢六朝の服飾』東洋文庫、1938　増補版 (1967年)
- 『東亜古文化研究』座右宝刊行会 (1940年)
- 『正倉院ガラス容器の研究』座右宝刊行会 (1948年)
- 『東亜古文化論考』吉川弘文館 (1962年)
- 『古代人の化粧と装身具』東京創元新社 (1963年)　刀水書房 1987
- 『唐代の服飾』東洋文庫 (1970年)
- 『考古漫筆』郁文社 (1970年)
- 『東亜古文化説苑』原田淑人先生米寿記念会 (1973年)

### 編著
- 『日本考古学入門』（編）吉川弘文館 (1950年)
- 『中国考古学の旅 訪中考古学視察団報告』編. 毎日新聞社 1957

### 回想
- 『東方学回想 III 学問の思い出〈1〉』（刀水書房、2000年）、座談会での回想を収録